# Historia LGBT
La historia LGBT o historia LGTB es la historia relativa a las lesbianas, gais, bisexuales y transexuales. Su estudio abarca las situaciones sociopolíticas que les afectaron en cada época, su cultura, sus costumbres y formas de vida desde los primeros registros sobre homosexualidad en la antigüedad hasta la actualidad, así como su consideración social a lo largo del tiempo, además de los movimientos sociales y acontecimientos históricos protagonizados por ellos.
Durante mucho tiempo esta historia ha sido ignorada, cuando no ocultada deliberadamente, y solamente a partir de los años setenta empezó a salir a la luz y ser abordada en profundidad por los historiadores.

La bandera arcoíris, símbolo del movimiento gay

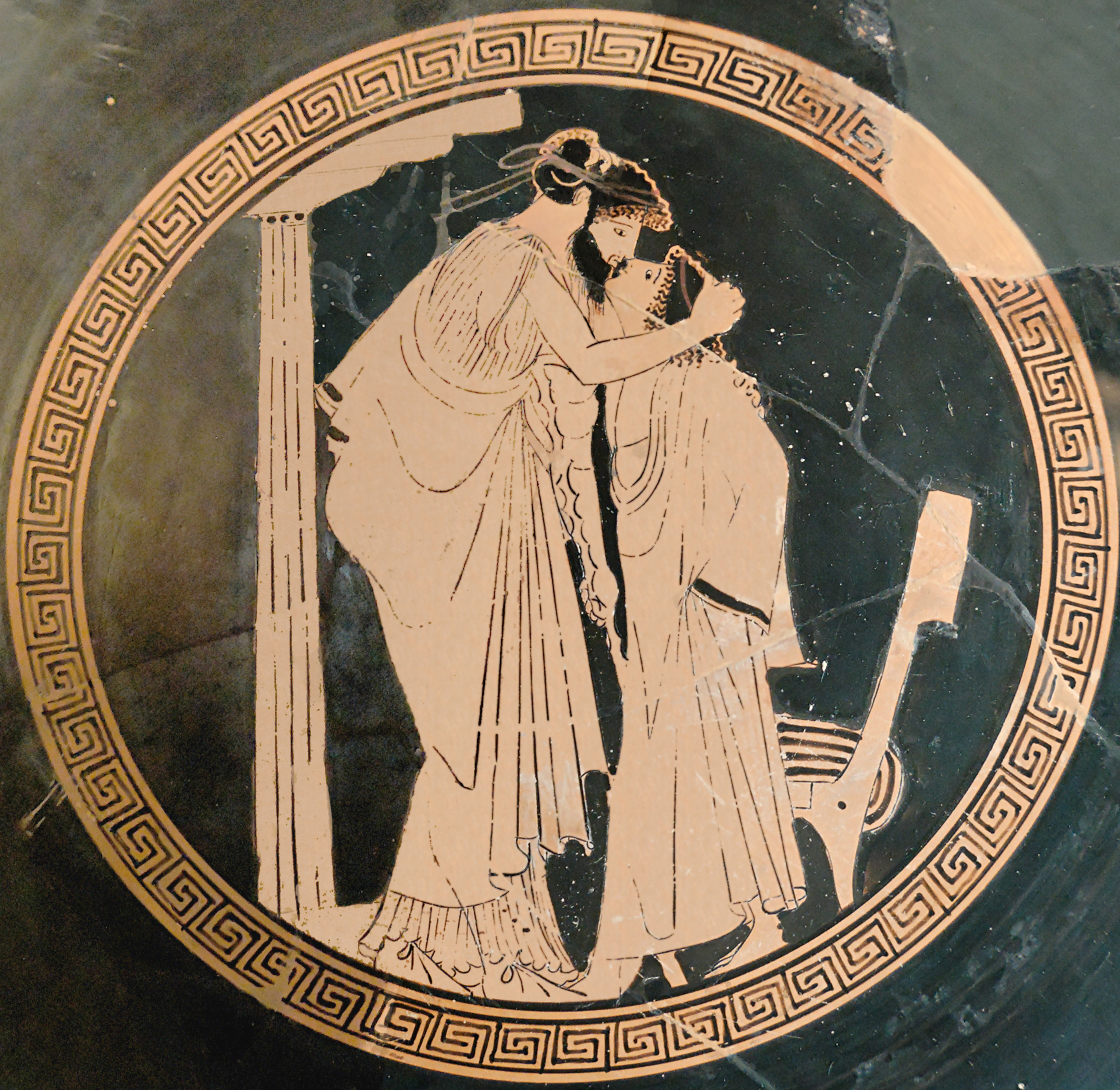
Beso entre erastés y erómeno,
tondo en un kílix ático, del Museo del Louvre.

## Edad Antigua
Al abordar el estudio en la antigüedad de Grecia y Roma, hay que tener en cuenta que no se puede aplicar el concepto moderno de homosexualidad. También hay que tener en cuenta que el juicio social hacia los actos sexuales no se basaba en la orientación sexual o el género de la pareja. En cambio solía haber una diferencia en la consideración de los papeles, activo o pasivo, en el sexo anal. Se asociaba el papel activo a la masculinidad, mientras que el papel pasivo se asociaba a la feminidad, o falta de hombría; por lo que este último papel solía estar mal visto socialmente.

### África

#### Egipto
Los registros históricos sobre homosexualidad en el antiguo Egipto son muy escasos y la mayoría de las veces ambiguos.
En una mastaba de Saqqara de alrededor del 2400 a. C. perteneciente a Nianjjnum y Jnumhotep, dos altos funcionarios reales del faraón Nyuserra de la V dinastía, aparecieron imágenes de ambos abrazándose en situaciones muy similares a las habituales de los matrimonios heterosexuales encontradas en otras tumbas del mismo período.
Lo que hace creer que eran una pareja homosexual, pero otros historiadores piensan que pueden ser una pareja de hermanos, quizá gemelos.
La referencia más explícita a la homosexualidad en la cultura egipcia está en los mitos de Seth y Horus. La leyenda cuenta como Seth dominaba el alto Egipto, mientras que a su sobrino Horus dominaba el bajo Egipto, lo que personifica la separación real de ambos territorios durante el periodo predinástico de Egipto. Seth trató de violar a Horus y lucharon en el Nilo transformados en hipopótamos durante días. En la lucha, Seth le sacó un ojo a Horus mientras que Horus arrancó el pene de Seth. Al final con la intervención de Tot, el dios de la sabiduría, ambos dioses se reconcilian. Esta legendaria lucha sexual y su posterior reconciliación es interpretada por los historiadores como una alegoría de las luchas entre ambos reinos, que se unificarían alrededor del 3000 a. C. Tras la unificación la pareja de dioses se representaba frecuentemente como símbolo de la unidad con ciertas connotaciones ambiguas. En algunas versiones Seth incluso da a luz a un niño de Horus. Otro relato cuenta como Seth intentó «deshonrar» a Horus. Seth violó penetrando analmente a Horus y fue a llamar a los jueces para que dieran constancia del hecho. Pero Horus había recogido el semen de Seth por consejo de su madre, Isis, que lo puso en una lechuga, la comida favorita de Seth, y este se lo comió sin darse cuenta. Cuando los jueces invocaron al semen para comprobar la fecundación, todos se sorprendieron al oírlo contestar desde el estómago de Seth, siendo este el deshonrado y no Horus.
El relato no revela la consideración que la sociedad egipcia tenía de las relaciones homosexuales, no se aclara si la deshonra viene del hecho de permitir ser violado, por ejercer el papel pasivo o por practicar sexo homosexual en sí, pero al menos registra que conocían el concepto de sexo entre hombres.

### América

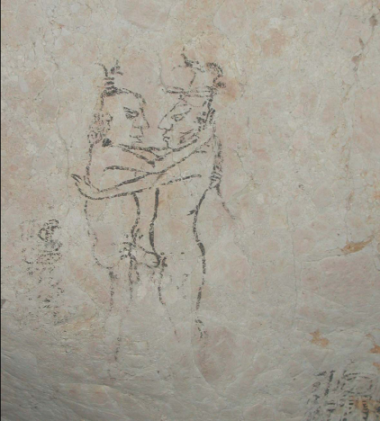
Pintura homoerótica maya en las paredes una gruta de Naj Tunich (El Petén, Guatemala)

Antes de 1492, existían personas que llamaban de "dos espíritus" en muchas culturas indígenas localizadas en lo que luego se denominaría Norteamérica. Es decir personas que desempeñaban roles y costumbres masculinas y femeninas, lo que incluía vestir y desempeñar tareas que no se correspondían con el sexo con el que habían nacido. Existen registros de personas transexuales tanto masculinas como femeninas en más de 130 tribus.
También hay registros de relaciones homosexuales entre hombres, algunas veces durante toda la vida, y relaciones pederastas masculinas.
Los aztecas sancionaban con penas graves las relaciones sexuales entre hombres o entre mujeres. La ley mexica castigaba el sexo anal entre hombres con la muerte, correspondiendo el empalamiento para el varón que penetraba, la extracción de las entrañas por el orificio anal para el varón que era penetrado y la muerte a garrotazos para las mujeres que mantenían relaciones sexuales entre sí.

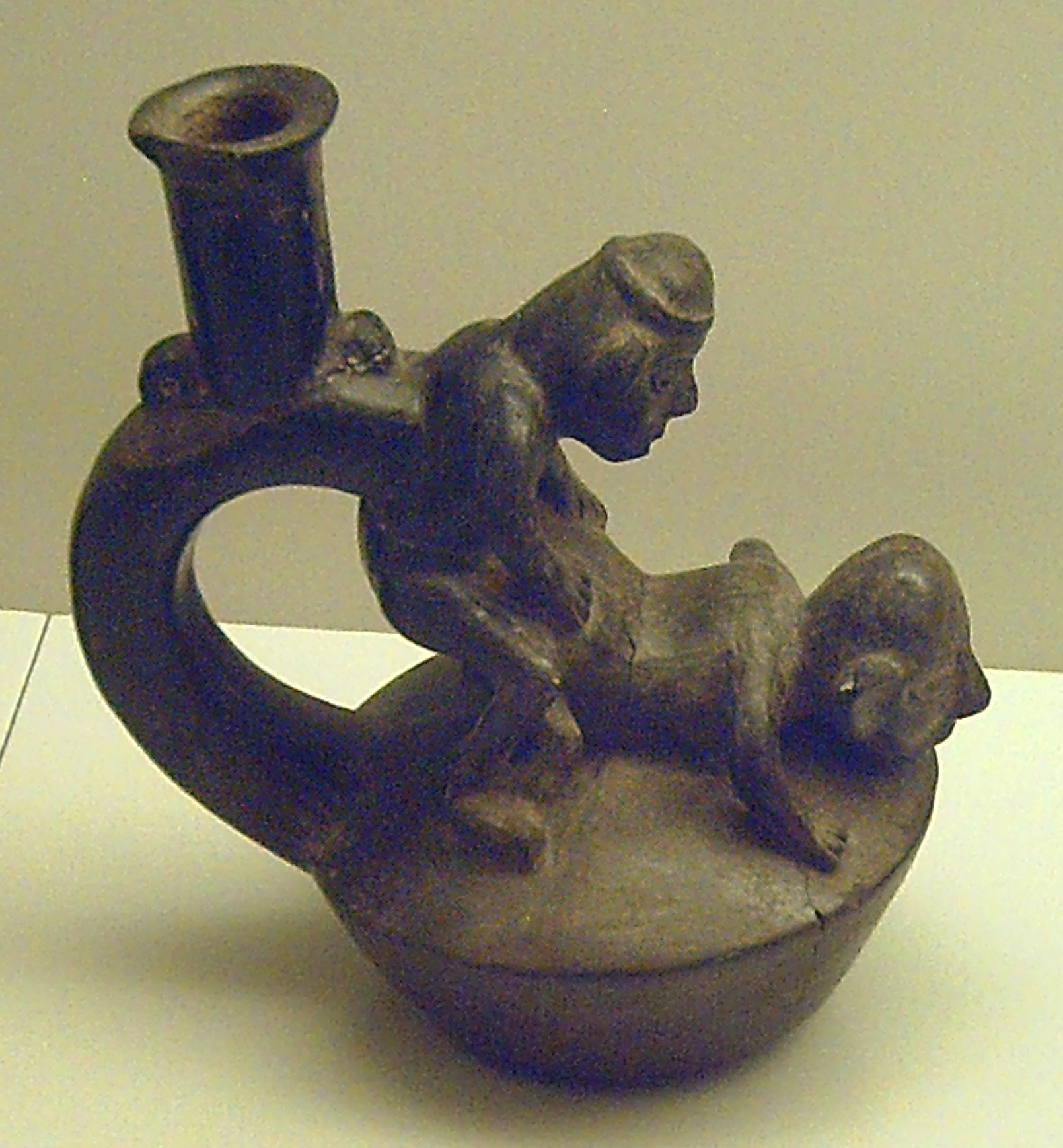
Cerámica homoerótica Chimú

Los mayas eran relativamente más tolerantes con las relaciones sexuales entre personas del mismo sexo o género, aunque llegaban a condenarla con la muerte en un horno en determinados casos. Se sabe de fiestas sexuales entre los mayas que incluían el sexo entre hombres o entre mujeres.
La sociedad maya consideraba las relaciones sexuales entre hombres o entre mujeres preferible al sexo prematrimonial, por lo que los nobles conseguían esclavos sexuales para sus hijos.
En cambio los toltecas no tenían restricciones para las relaciones sexuales, e incluso sorprendían a los mayas sus exhibiciones de erotismo.

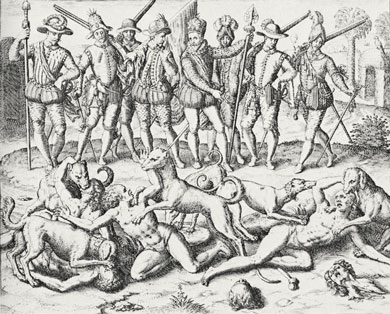
Cruel representación de Vasco Núñez de Balboa ejecutando a nativos americanos homosexuales. Grabado de Johann Theodor de Bry.

En el imperio Inca había diferencias respecto a la consideración y la aceptación de la homosexualidad según las zonas del imperio.
Donde se aceptaba solía estar asociada a conceptos de carácter religioso y sagrado, cronistas españoles como Pedro Cieza de León, Fray Gregorio García o Bernabé Cobo describen ritos dirigidos por sacerdotes travestidos y que incluían prácticas homosexuales. Además mencionan la práctica de la prostitución homosexual masculina en algunos templos incaicos.
Existen numerosas cerámicas de la época que representan sexo homosexual explícito de la cultura chimú.

### Asia occidental

#### Mesopotamia
Se describen prácticas homosexuales masculinas ya desde el periodo sumerio tanto entre hombres como con muchachos.
En la civilización sumeria (3000 a. C.) se registra la existencia de unos sacerdotes-cantores llamados assinu que significaba literalmente ‘hombre útero’, lo que se interpreta como homosexual.
En Babilonia (2100-560 a. C.) también se documenta la existencia de la homosexualidad, que era considerada algo corriente y no se condenaba.
Por ejemplo en el relato épico de Gilgamesh se muestra una relación erótica del héroe con su compañero Enkidu. Había cierta conexión entre prácticas sexuales (también homosexuales) y religión. Hay constancia de que algunos sacerdotes de Ishtar eran homosexuales y que participaban bailando travestidos en determinados ritos. En algunos templos babilónicos existía prostitución masculina sagrada, similar a la ejercida en la India hasta la época moderna, aunque el resto de la prostitución masculina no estaba bien vista.
En cambio sus vecinos los asirios (1800-1077 a. C.) eran intolerantes con la homosexualidad masculina. Durante el reinado de Tiglatpileser I, en el periodo medio del imperio (siglo XII a. C.), se condenaba con la castración, según lo encontrado en una tablilla con la siguiente ley: «Si un hombre sodomiza a su compañero y ellos [los jueces] prueban los cargos y le encuentran culpable, le sodomizarán a él y le convertirán en eunuco».
Sin embargo en el Código de Hammurabi (alrededor del 1770 a. C.), se menciona a las salzikrum (‘hijas-varón’) que podían tomar una o varias esposas y tenían derechos de herencia y de propiedad semejantes a los hombres.

### Asia oriental

#### China
En China se tiene conocimiento de prácticas sexuales equivalentes a la expresión contemporánea «LGBT» desde la antigüedad. Pan Guangdan (en chino, 潘光旦) muestra en su recopilación de citas sobre homosexualidad en los textos antiguos que casi todos los emperadores de la dinastía Han tuvieron uno o varios amantes masculinos, generalmente catamitas.
Hay también menciones de lesbianas en los registros históricos.
La atracción sexual por el mismo sexo en China se consideró normal y no era perseguida como lo sería en Europa durante la Edad Media. El amor homosexual fue frecuentemente representado en el arte chino y muchos ejemplos sobrevivieron a la revolución cultural. Aunque no quedan grandes estatuas hay muchos dibujos en manuscritos en rollo y pinturas sobre seda que pueden verse en colecciones privadas.

#### India
En la India hay registros históricos en el Rig-veda (el texto más antiguo de la India, de mediados del II milenio a. C.), en relatos tradicionales, en textos médicos ―como el Sushruta-samhitá (de alrededor del 600 a. C.)― y jurídicos que mencionan la existencia de personas del «tercer género» (tritiya-prakriti, literalmente, ‘tercera naturaleza’). En este grupo se englobaba tanto a transexuales e intersexuales, como a homosexuales y bisexuales; es decir a todo aquel que se consideraba que en su ser tenía mezcladas las naturalezas masculina y femenina.
El Kama-sutra —escrito en el siglo III d. C.— describe prácticas homosexuales tanto masculinas como femeninas, en especial las técnicas de la felación entre hombres.

### Europa

#### Grecia

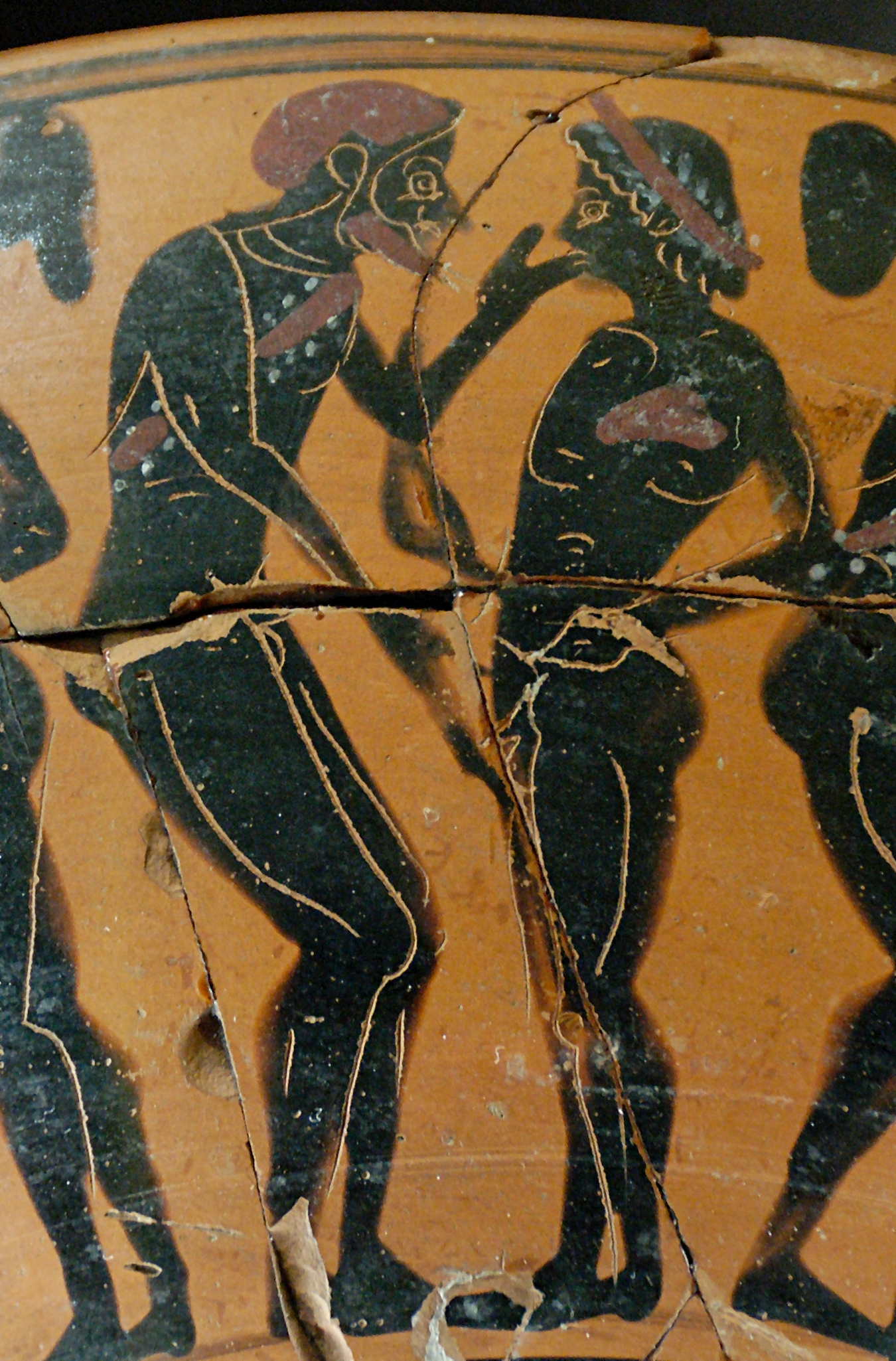
Escena de cortejo pederasta.
Vasija de figuras negras. 530-520 a. C.

Los primeros documentos escritos que aparecieron detallando prácticas homosexuales en la antigüedad provienen de Grecia. En Grecia la pederastia homosexual masculina era una costumbre muy arraigada. Tal costumbre no reemplazaba al matrimonio heterosexual sino que transcurría generalmente antes y también al mismo tiempo. No era frecuente que los hombres adultos tuvieran relaciones entre sí (aunque había excepciones, como por ejemplo el caso de Alejandro Magno), lo habitual era que un hombre, erastés, se uniera a un chico joven, erómeno. Generalmente la relación empezaba cuando el amante adulto estaba en la veintena y el chico estaba recién entrado en la pubertad, manteniéndose hasta que el erastés alcanzaba la treintena y se casaba, aunque podía prolongarse indefinidamente o terminarse antes. Esta relación no solo era sexual sino que el erastés adquiría un estatus jurídico similar al de un pariente masculino o un tutor, y era responsable de la educación y el entrenamiento militar del muchacho.
La pederastia era una costumbre principalmente de la clase aristocrática por medio de la cual las clases altas transmitían sus valores. Algunos estudios han revelado que los antiguos griegos creían que el semen era una fuente de conocimiento y que con esta clase de relaciones se pasaba la sabiduría de una generación a otra.
Por ser tan común, la mayoría de los personajes históricos griegos de la época mantuvieron relaciones con muchachos u hombres en algún momento de sus vidas.

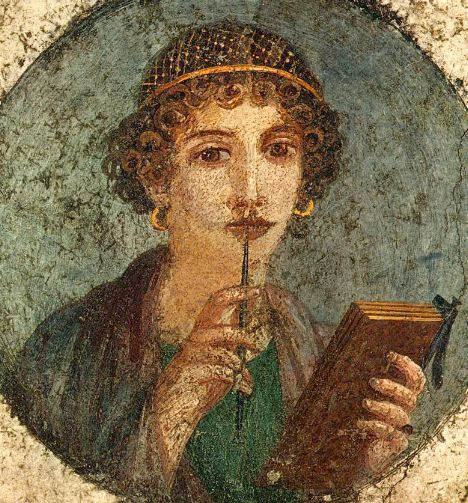
Representación de Safo, fresco en Pompeya.

Los cánones, ritos y convenciones sexuales que rigieron la pederastia variaban sensiblemente de una ciudad estado a otra y también durante el periodo de mil años en que se practicó en Grecia. La pederastia fue la forma socialmente aceptada de homosexualidad, pero en este periodo también existieron otras, incluida la prostitución y el sexo con esclavos, aunque eran socialmente reprobadas.
Aunque en menor cantidad también hay registros de lesbianismo, por ejemplo en la literatura de Safo o en los ritos de las bacantes. La mujer que practicaba la homosexualidad femenina se denominaba tríbada, del griego «tribo» (‘frotar’).
En Esparta existía una forma de relación pederasta, similar a la masculina, también para las mujeres.
En las antiguas Grecia y Frigia en el culto de la diosa Cibeles había hombres que se castraban y a partir de ese momento tomaban la vestimenta y el papel femenino.

#### Roma

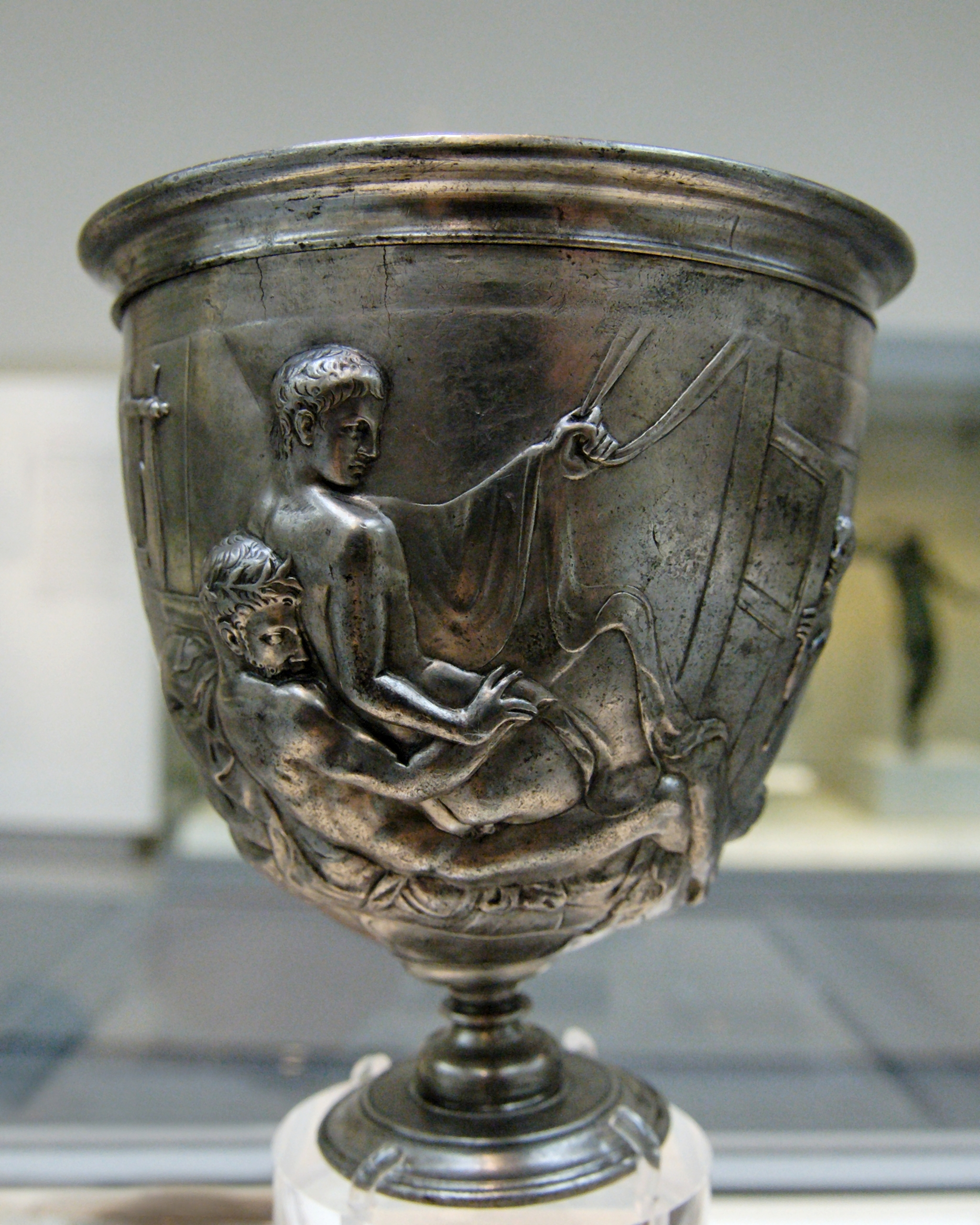
Escifo homoerótico de época romana

La consideración social de la homosexualidad en la antigua Roma varió mucho a lo largo del tiempo. Mientras que en la república estaba restringida por la lex Scantinia, y considerada una conducta griega desviada; en la primera mitad del imperio se convirtió en una conducta totalmente aceptada, practicada incluso por los emperadores, once de los doce primeros según Suetonio en su obra Las vidas de los doce césares, donde se incluía a Julio César; y otros emperadores posteriores como Trajano, Adriano y Heliogábalo, entre otros personajes.
La forma de relación homosexual más habitual en Roma fue aquella en la que el amo tomaba el papel activo y un esclavo el pasivo. También hay numerosos registros de prostitución masculina.
Durante el imperio romano se produjeron los primeros matrimonios registrados entre hombres. Por ejemplo Nerón se casó con tres hombres sucesivamente, además de con dos mujeres.
Se realizaron sin que se produjera ninguna reforma legal o institucional debido a que entre los romanos el matrimonio era un contrato privado entre particulares en el que no intervenía el estado.
La aceptación social de la homosexualidad volvió a declinar desde mediados de la época imperial y su práctica terminó siendo completamente prohibida al comenzar la era cristiana, al castigarla con la pena de muerte Teodosio I en el 390:

Cuando un hombre se casa ofreciéndose de manera femenina a otro hombre (quum vir nubit in feminam viris porrecturam), ¿qué desea, cuando el sexo ha perdido todo su significado; cuando no es beneficioso saber el delito; cuando Venus viene cambiada en otra forma; cuando se busca el amor pero no se encuentra? Ordenamos los estatutos para presentar las leyes que deban ser armadas con la espada vengativa, por las cuales aquellas personas infames son ahora, y podrán ser de ahora en adelante, culpables y serán sometidos a una pena singular.
Código de Teodosio 9.7.3

La misma condena se mantuvo en la legislación de Justiniano I de 538 hasta el final del Imperio bizantino.

## Siglos V a XV

### Asia oriental
En China la práctica de la homosexualidad siguió siendo corriente en la dinastías Song y Ming y seguirá sin cambios hasta la época moderna, dinastía Qing. Pinturas y dibujos alusivos siguen haciéndose durante estos periodos.
Las fachadas de algún templo hindú en la India (como por ejemplo en Khajuraho) en la Edad Media se decoran con escenas de sexo de todo tipo, entre ellas el homosexual, sin ninguna clase de escándalo. Varios textos atestiguan la práctica de la homosexualidad, como el código legal Smriti-ratnavali (siglo XIV) donde se menciona entre otros hombres que no son válidos para el matrimonio con mujeres, a los transexuales (sandha), los intersexuales (nisarga), y tres tipos diferentes de homosexuales: mukhe-bhaga (‘boca-vagina’, los que realizan sexo oral a otro varón), asekia (que tragan semen de otro varón) y kumbhika (‘vasija’, que reciben sexo anal). En el Yaia-mangala de Iasodhara, un texto del siglo XII que comenta el Kama sutra, se afirma: «Las personas con esta clase de inclinación [homosexual], que renuncian voluntariamente a las mujeres pueden estar sin ellas porque se aman los unos a los otros, se casan entre ellos, unidos por una profunda y fiel amistad».
En Japón varias obras literarias del periodo Heian contienen referencias a relaciones homosexuales, y de la existencia de transexuales, como por ejemplo en la Historia de Genji (源氏物語 Genji Monogatari?) donde varios hombres se sienten atraídos por los jóvenes. Se mencionan prácticas homosexuales de algunos emperadores en el Kojiki; por ejemplo aluden a algún hermoso muchacho retenido por el emperador con propósitos sexuales. Durante la Edad Media es común en los ejércitos japoneses la práctica de la pederastia masculina, shudō.

### Europa

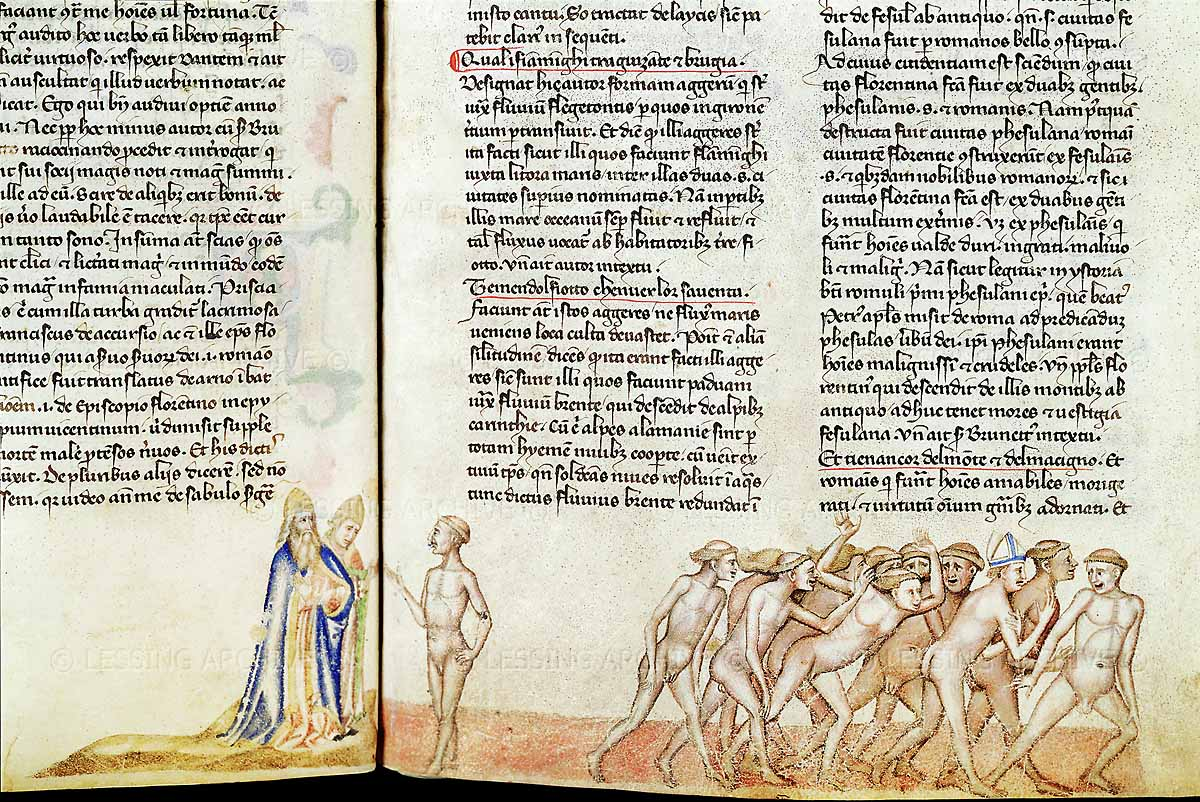
Ilustración de la Divina Comedia.
Dante y Virgilio con los sodomitas en el infierno

Con la caída del Imperio romano de Occidente su legislación dejó de aplicarse por lo que la homosexualidad se practicará libremente y con bastante tolerancia durante la Alta Edad Media en la mayor parte de Europa, aunque fuera considerada un pecado. Es una excepción la Hispania visigoda donde regía la Lex Romana Visigothorum que penaba las prácticas homosexuales masculinas con la castración y el destierro. En el imperio romano oriental Justiniano I continúa con la pena de muerte para las prácticas homosexuales en su legislación Corpus iuris civilis de 538.
La sociedad europea se volvió teocéntrica y la intolerancia con la homosexualidad fue creciendo. Las autoridades religiosas, muy poderosas al ser considerados los garantes del juramento de vasallaje y cúspide de la pirámide feudal, empiezan a perseguir a los homosexuales sistemáticamente a partir del siglo XII. El cristianismo como las demás religiones abrahámicas condena la homosexualidad, basándose principalmente en la interpretación de la narración bíblica de Sodoma, además de las condenas del Levítico y de Pablo de Tarso en el Nuevo Testamento.
Se empieza a considerar que como en el relato bíblico su práctica puede atraer la ira divina sobre los territorios donde se permitiera la sodomía, provocando plagas y desastres naturales, lo que convirtió a los homosexuales en los chivos expiatorios. Se puede ver un ejemplo de esta opinión en el cuerpo legal castellano de las Siete Partidas que además de condenar a muerte las prácticas homosexuales afirma lo siguiente:

Et de aquella villa Sodoma en que Dios mostró aquella maravilla, tomó nombre este pecado, á que dicen sodomítico: et débese guardar todo home deste yerro, porque nascen dél muchos males, et denuesta e enfama á sí mismo et al que lo face con él; ca por tales yerros como este envia nuestro señor Dios sobre la tierra do lo facen fambre, et pestilencia, et terremotos et otros males muchos que non los podrie home contar.
Partida 7. Título XXI «De los que facen pecado de luxuria contra natura».

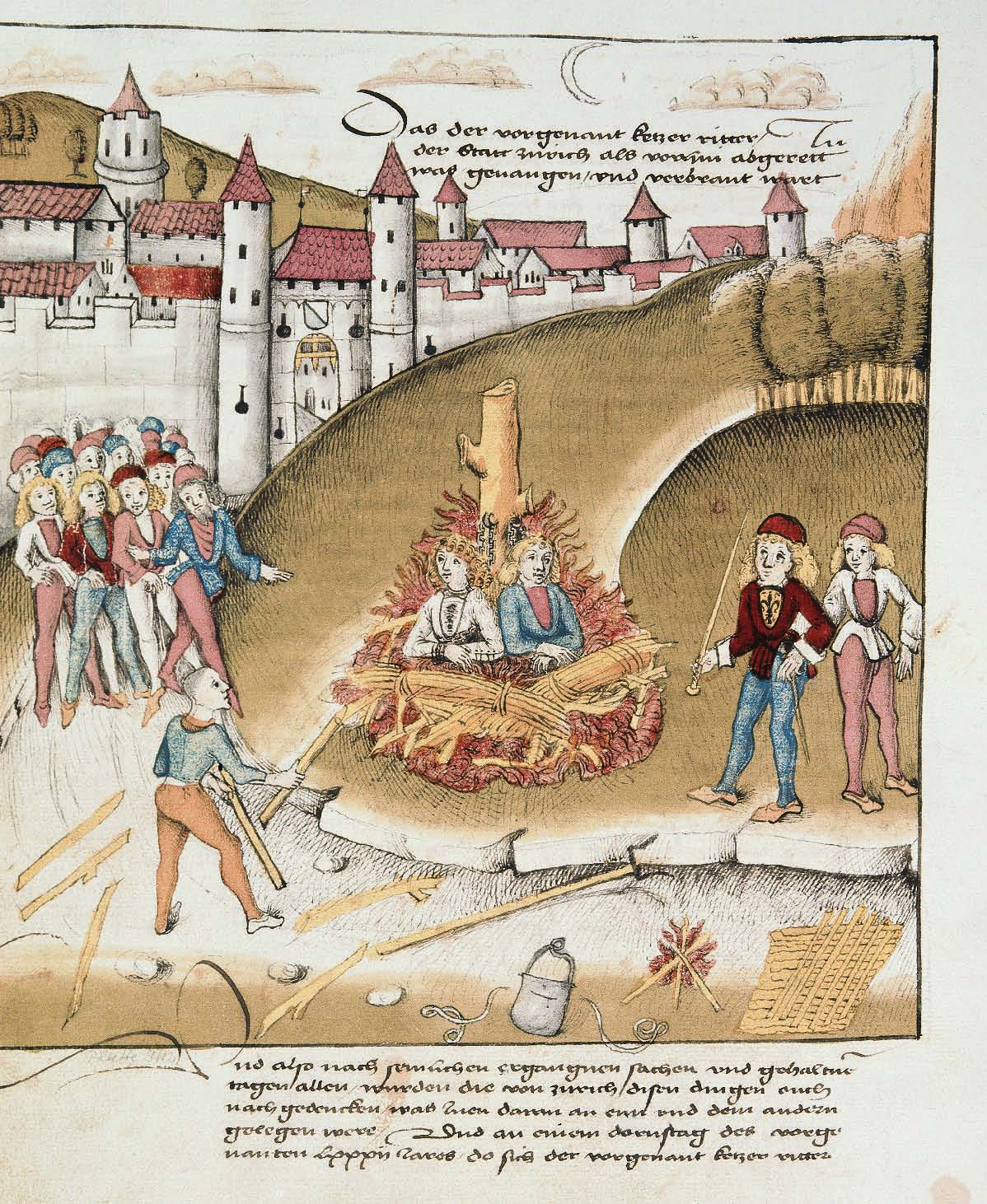
Representación de la muerte en la hoguera del caballero von Hohenberg y su escudero, condenados por sodomía, frente a las murallas de Zúrich (1482).

Las prácticas homosexuales se ejercían en la clandestinidad incluso en el seno de las iglesias, como informa el Liber Gomorrhianus, y no eran infrecuentes en las comunidades monásticas tanto masculinas como femeninas. El historiador John Boswell sostuvo que el rito de adelphopoiesis que realizaba la iglesia de los primeros siglos no era sino una forma de matrimonio homosexual bajo la apariencia de «hermanamiento» en Dios de dos hombres, aunque esta tesis ha sido rechazada por otros investigadores.
El papa Gregorio IX siguiendo las recomendaciones del tercer concilio de Letrán de 1179, pone fin a cualquier tolerancia dentro y fuera de las órdenes religiosas, emitiendo un decreto que establecía que los monjes sodomitas serían expulsados y los seglares excomulgados.
En 1184 se fundó la Inquisición medieval, principalmente para perseguir a herejes como los cátaros. Pero además de acusarles de cargos de herejía o satanismo era corriente acusarles de prácticas sexuales desviadas. Y pronto se convirtió en un instrumento para perseguir la brujería y la sodomía. Desde entonces los homosexuales serán perseguidos, torturados y condenados a muerte durante el resto de la Edad Media, y posteriormente, en todo el occidente cristiano.
Este clima de intransigencia hace que los homosexuales se escondan, y por ello es muy difícil encontrar personajes históricos homosexuales, salvo los que aparecen en los registros de procesos y ejecuciones por sodomía, además acusar de homosexual era una forma frecuente de calumniar. Pese a todo se encuentran algunos ejemplos como Ricardo I de Inglaterra (1157-1199), del que varias fuentes apuntan su homosexual, aunque ello sigue siendo objeto de debate para algunos historiadores.

### Países musulmanes

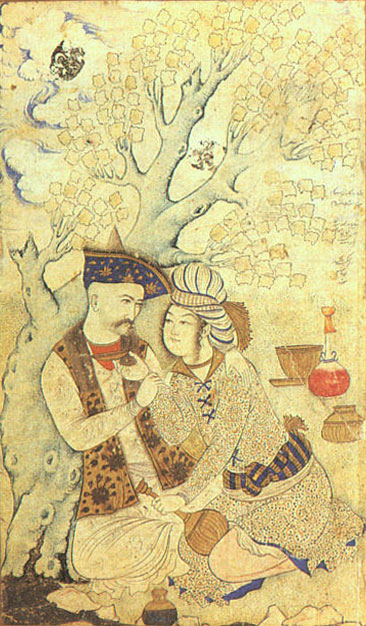
Sha Abbas y su paje

Aunque el islam también condena la sodomía, la moral sexual era menos estricta con este tema en la época, siempre y cuando se realizara en privado. La práctica de la pederastia era corriente durante el Califato Abasí. Los historiadores han apuntado que el interés por el contacto con los muchachos se incrementa paralelamente a medida que se van haciendo más estrictas las normas de protección e internamiento de las mujeres en el ámbito doméstico.
Durante esta época encontramos referencias a las relaciones pederastas masculinas en la poesía y la pintura desde las tierras de al-Ándalus hasta la India.
Es frecuente en la literatura ensalzar el amor, ya sea sexual o no, incluyendo el amor por los muchachos. Aunque también hay referencias en la prosa, principalmente vemos ejemplos en la poesía, con versos alabando la belleza y el amor de los chicos. Hay varias muestras de ello en El collar de la paloma del poeta andalusí Ibn Hazm, en El prado de las gacelas de Shams al-Din Muhammad ibn Hasan al-Nawaji y en las obras del principal poeta clásico en lengua árabe Abu Nuwas.

## Edad Moderna y contemporánea

### Asia
En la mayoría de los países musulmanes pronto se abandonó la tolerancia medieval de la homosexualidad y se fueron implantando puntos de vista más estrictos e intolerantes sobre su práctica, pasando a ser perseguida como un delito aplicando la sharia. Según las distintas escuelas de interpretación jurídica, los madhabs, se establecieron condenas que iban desde la simple multa o latigazos, a penas de prisión o de muerte; según los lugares.
La visión de la homosexualidad de casi todas las sociedades asiáticas recibió a partir del siglo XVII una fuerte influencia de la opinión occidental, entonces bastante negativa, principalmente por medio de dos vías. En primer lugar la legislación colonial, inglesa y holandesa principalmente, que introdujo las leyes contra la sodomía de estas metrópolis en sus colonias. Por otro lado, cuando los gobiernos de los países asiáticos decidieron modernizarlos en el siglo XIX adoptando las ciencias y la tecnología occidentales, importaron de la psicología europea de la época la creencia de que la homosexualidad se trataba de un desorden mental. Además también influyeron las creencias difundidas por los misioneros cristianos en la zona. Esto hizo que sociedades tradicionalmente tolerantes con la homosexualidad como la india o la china cambiaran negativamente su actitud. En China además sería decisiva la opinión del comunismo que instauró una persecución en el país en cuanto se produjo su ascensión al poder y se creó la República Popular China en 1949, que no cejaría hasta 1997 y 2001 cuando se retiró la homosexualidad del código penal y la lista china de enfermedades mentales respectivamente.

### África subsahariana y los mares del sur
Hasta el siglo XX, los relatos sobre el África Subsahariana afirmaban que la homosexualidad no existía en el continente. Hacia 1920 comenzaron a aparecer informes que afirmaban lo contrario y se comenzó a hablar de la «homosexualidad institucionalizada» entre los pueblos africanos, que ponía el acento en las diferencias de poder, edad y función, más que en el placer sexual o erótico. Antropólogos modernos afirman que es lo contrario, que es la sexualidad heterosexual la que está institucionalizada, existiendo una obligación de casarse y tener hijos. En las sociedades patriarcales africanas los homosexuales pueden mantener relaciones con otros hombres, mientras éstas sean invisibles a la sociedad. Existen también innumerables relatos sobre costumbres lésbicas, incluyendo el caso de Lesoto, donde dos mujeres pueden casarse, pasando una de ellas a tomar el papel de hombre.
La situación cambió hacia 1900 con el colonialismo. Inicialmente por la aparición de grandes concentraciones de trabajadores temporeros, que se congregaban sobre todo en las minas y que llevó a la aparición de matrimonios entre hombres y muchachos, cuyas ceremonias y reglas eran similares a las heterosexuales. La costumbre siguió hasta por lo menos la década de 1980.
Pero el cambio más profundo inducido por el colonialismo fue la introducción de la moralidad victoriana, las religiones cristianas e islámica, y las leyes de sodomía que han convertido en el siglo XXI el África Subsahariana en una de las zonas más homofóbicas del planeta.
Existen numerosos informes de viajeros y antropólogos que hablan sobre la homosexualidad en Oceanía. La figura del mahu de Tahití, que está documentada desde 1789 en un informe de William Blight, del fakaleiti de Tonga o los fa'afafine de Samoa es similar al de los dos espíritus americanos: hombres que toman el papel de mujeres en la sociedad. En Hawái existía la institución del aikane, jóvenes que servían a jefes tribales tanto en asuntos políticos como sexuales y que eran respetados como personas influyentes. En Australia estaba extendida la costumbre de que el hermano de la novia sirviese de sustituto sexual al futuro marido, hasta que los novios estuviesen en edad de casarse.
En Papúa es conocido el caso de los etoro, que creen que los jóvenes necesitan beber el semen de los mayores para obtener fuerza vital. El estudio de la homosexualidad en Oceanía influyó de forma importante en el estudio moderno del fenómeno en Occidente, mostrando que una percepción distinta es socialmente posible.
A pesar de ello, la colonización también ha influido en la legislación de la zona y, por ejemplo, la homosexualidad es castigada con penas de hasta 14 años de cárcel en Papúa Nueva Guinea.

### América

#### América Latina
El tratamiento jurídico de la homosexualidad y el reconocimiento de derechos civiles a los homosexuales en la región ha sido muy dispar en el tiempo. Mientras que varios países se sumaron tempranamente a la estela del código penal napoleónico y despenalizaron las prácticas homosexuales en el siglo XIX, como Brasil (1830), México (1871), Guatemala (1871) y Argentina (1886), algunos fueron despenalizándola a lo largo del siglo XX, como el Perú (1924), y otros esperaron hasta el siglo XXI para levantar la prohibición, como Puerto Rico (2005), Panamá (2008) y Nicaragua (2008), casi al mismo tiempo que otros estados empezaban a reconocer el derecho a la unión civil de las parejas del mismo sexo; cabe destacar el caso de Venezuela, en el que la homosexualidad nunca fue penalizada.
La primera organización de reivindicación de derechos para los homosexuales de Latinoamérica, Nuestro Mundo, se fundó en Argentina en 1967, y pronto fue seguida por otras como los Frentes de Liberación Homosexual de Argentina y de México (1971), el Colectivo de Liberación Homosexual (México, 1972), la Comunidad del Orgullo Gay (Puerto Rico, 1974) y la Comunidad Homosexual Argentina (1984).

#### EE. UU.
Los Estados Unidos heredaron la legislación de sodomía del Reino Unido y los colonos puritanos llevaron sus prejuicios contra los homosexuales.
De las trece colonias iniciales solo Georgia carecía de ley contra la sodomía, y casi todas las posteriores fueron adoptando la Buggery act del derecho anglosajón. Tras la independencia los estados mantuvieron las leyes de sodomía, que generalmente condenaban a pena de muerte las prácticas homosexuales entre hombres. También eran punibles en la mayoría de los estados los actos homosexuales entre mujeres hasta finales del siglo XX, pero las persecuciones eran muy raras y las penas solían ser más benignas que las correspondientes al mismo delito entre hombres. La Ilustración y la Revolución francesa trajeron un clima de liberalismo, que llevó a varios estados norteamericanos en abolir la pena de muerte para la sodomía. En su lugar se impuso la pena de 10 años de cárcel y la confiscación de bienes; sin embargo, en otros como Carolina del Sur, los sodomitas podían ser condenados a pena de muerte hasta 1873.
Tras la aparición del psicoanálisis la homosexualidad empezó a tratarse como un desorden psiquiátrico, los homosexuales eran internados voluntariamente o a la fuerza en psiquiátricos y sometidos a terapia de reorientación sexual, que incluía la terapia de aversión con electro-choques e incluso la lobotomía. Durante los dos primeros tercios del siglo XX la aceptación de la homosexualidad sufrió vaivenes según la sociedad pasara por un periodo más o menos conservador.
En 1924 apareció fugazmente la primera organización para reivindicar los derechos civiles de los homosexuales, la Society for Human Rights, pero fue rápidamente desarticulada por la policía.
El Informe Kinsey sobre la sexualidad del hombre (1948) y la mujer (1953), que fue uno de los primeros en abordar científicamente los temas de la homosexualidad y bisexualidad entre otros de la sexualidad humana en general, tuvo una gran difusión dentro y fuera de los círculos científicos. La publicación del primer tomo, Comportamiento sexual del hombre, resultó una sorpresa para la sociedad al descubrir que las prácticas homosexuales no eran fenómenos marginales y que eran realizadas por un porcentaje considerable de la población.

#### Disturbios de Stonewall
Las autoridades de Nueva York durante los años sesenta mostraban su intolerancia negando la licencia para servir alcohol a los bares que eran frecuentados por homosexuales como medio de represión de esta clase de locales. Como éstos servían alcohol de todas formas, se tenía una excusa para realizar redadas policiales regularmente y acosar a los clientes. El 28 de junio de 1969 una de estas irrupciones en el bar Stonewall Inn en Christopher Street en el Greenwich Village desencadenó el levantamiento violento de los homosexuales contra las fuerzas policiales en unos disturbios que duraron tres días en las calles.
A pesar de la revuelta los asaltos policiales en Nueva York no terminaron con los disturbios de Stonewall. El 8 de marzo de 1970 la policía detuvo en el Snake Pit, otro bar gay del Greenwich Village, a 167 personas. El incidente tuvo una trágica consecuencia porque uno de los detenidos, un joven argentino, por miedo a perder su visado, saltó por la ventana y se hirió gravemente.
Los historiadores Dudley Clendinen y Adam Nagourney describieron la situación de los homosexuales en EE. UU. antes de la rebelión del Stonewall Inn de la siguiente forma:

Eran una legión secreta, que se conocía pero se descartaba, se ignoraba, de la cual se reía y que se despreciaba. Y como conocedores de un secreto, ellos tenían una ventaja que era una desventaja también, a diferencia de otros grupos minoritarios de Estados Unidos. Eran invisibles. A diferencia de afroamericanos, mujeres, nativos americanos, judíos, irlandeses, italianos, asiáticos, hispanos o cualquier otro grupo cultural que luchaba por el respeto y la igualdad de derechos, los homosexuales no tenían marcas físicas o culturales, ni un idioma ni dialecto común que pudiera identificarles entre sí... o ante los demás. Pero esa noche, por primera vez, esa aquiescencia habitual se convirtió en resistencia violenta... Desde esa noche la vida de millones de gais y lesbianas, y la actitud hacia ellos de la cultura mayoritaria en la que vivían, cambió rápidamente. La gente empezó a aparecer en público como homosexuales exigiendo respeto.

El historiador Nicholas Edsall establece la siguiente comparación:

Stonewall se ha comparado con muchos actos de protesta y desafío radical en la historia de América como el motín del té. Pero quizá la comparación más acertada sea la referida al comportamiento de Rosa Parks cuando se negó a sentarse en un asiento para negros del autobús de Montgomery, Alabama, en diciembre de 1955, lo que acabó provocando el movimiento pro derechos civiles moderno. Meses después de Stonewall surgieron grupos radicales de liberación gay y revistas en numerosas ciudades y campos universitarios de América y después en el norte de Europa.

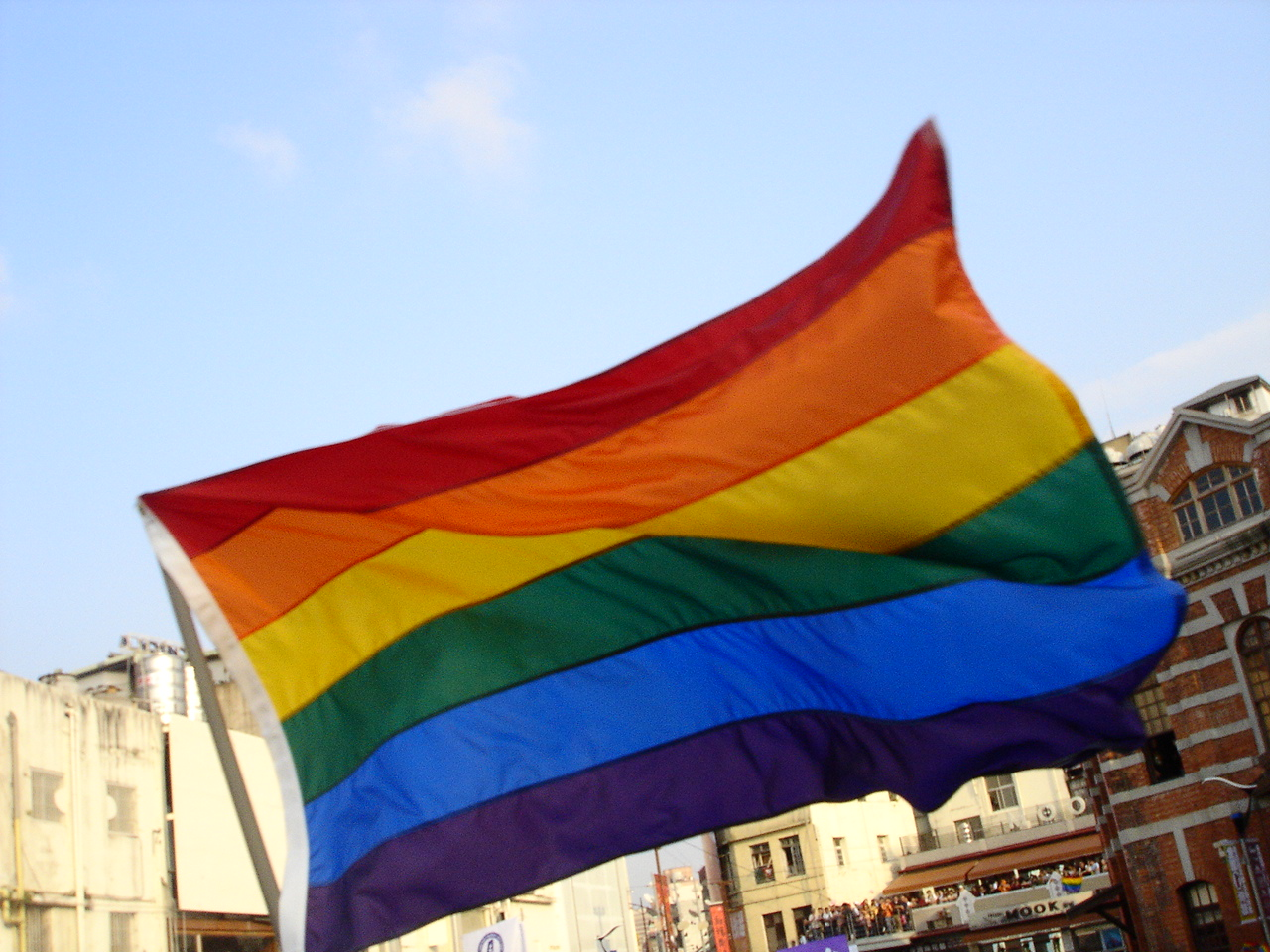
Bandera del orgullo gay ondeando

Los sucesos de la madrugada del 28 de junio de 1969 no fueron el primer enfrentamiento de los homosexuales con la policía, ni en Nueva York ni en otros lugares. Ya había habido disturbios en la cafetería Compton's en 1966 y en la Black Cat Tavern de Los Ángeles por una redada en 1967.
Sin embargo diversas circunstancias convirtieron en memorables los disturbios de Stonewall. La ubicación del lugar favoreció su éxito, con calles estrechas que daban ventaja a los manifestantes sobre la policía.
Además muchos de los participantes y residentes de Greenwich Village pertenecían a organizaciones políticas y pudieron movilizar a una comunidad gay grande y cohesionada en las semanas posteriores a las revueltas. Así esta acción tuvo mucho más impacto en la comunidad gay, más allá de un sentimiento de solidaridad a corto plazo, convirtiéndose en el punto de partida del movimiento de liberación LGBT, al provocar la unión de los homosexuales en organizaciones como el Frente de Liberación Gay o la Gay Activists Alliance. Pero quizá la faceta más destacable de los disturbios de Stonewall sea su propia conmemoración, que originó los eventos anuales del Día Internacional del Orgullo LGBT, cuya celebración actualmente congrega a cientos de miles de personas en todo el mundo defendiendo sus derechos. Así, los disturbios de Stonewall han quedado para la historia como un hito y un símbolo del comienzo en la lucha por los derechos de los homosexuales.
El éxito y consecuencias de los disturbios de Stonewall se deben en gran medida al cambio de mentalidad general de la sociedad en los años sesenta, promovida por la revolución sexual, el movimiento feminista y la lucha por los derechos civiles de las minorías raciales. Stonewall representa un punto de inflexión en la organización de los colectivos y la interconexión de la subcultura gay, cambiando radicalmente su programa político. Mientras que los activistas de las generaciones anteriores habían luchado sobre todo por una mayor aceptación, las generaciones siguientes a Stonewall exigirán el reconocimiento social, la integración y equiparación de derechos completa.
También se produjeron cambios en el lenguaje, el término «homosexual» que mantenía connotaciones negativas provenientes de la psiquiatría fue rechazado por muchos homosexuales americanos de los años setenta, al igual que el eufemismo «homófilo»; en su lugar se retomó en el lenguaje culto, sin las connotaciones negativas, la palabra «gay» (en inglés: alegre), que curiosamente hasta entonces había sido usada por los detractores de la homosexualidad.
Y que no tardaría en introducirse en otros idiomas.

### Europa
Durante el siglo XVII y XVIII se detectan los primeros focos de subcultura homosexual modernos en las grandes ciudades, como Londres, París o Ámsterdam, donde las relaciones homosexuales se establecían principalmente entre hombres adultos, en lugar de con muchachos, que se podían encontrar en locales específicos, a menudo con espectáculos de travestidos.
La aparición de estas subculturas provocó una reacción violenta de los estados, que intentaron controlarlas a través del terror, ejecutando a algunos homosexuales como «escarmiento».
El ejemplo más extremo es la masacre de 1730 en Ámsterdam, en la que fueron ejecutadas al menos veinticuatro personas.
Comenzó el abandono de la idea de la sodomía como un vicio causado por la lujuria y surgió el convencimiento de que se trataba del gusto particular de una minoría de personas.

#### Renacimiento
En el Renacimiento se produjeron muchos cambios culturales y políticos pero la persecución a los homosexuales no solo continuó con la misma intensidad, sino que durante la época se produjeron algunas de las mayores persecuciones tanto por las autoridades eclesiásticas como por las civiles de toda Europa.
La Inquisición española tenía potestad sobre el crimen de «sodomía» en la Corona de Aragón. En los tribunales de Barcelona, Valencia y Zaragoza un 12 % de los juzgados por la Inquisición eran condenados a muerte en la hoguera; juzgados por sodomía entre 1570 y 1630 fueron unos 1000.
Especialmente severo fue el tribunal de Zaragoza, que entre 1571 y 1579 juzgó a 543 personas por sodomía, de las que 102 fueron ejecutadas.
De 1536 a 1821 la inquisición portuguesa se encargó de más de 4000 personas denunciadas por sodomía, de las que cerca de 500 fueron presas y 30 murieron en la hoguera, la mayoría durante el siglo XVII.
Durante el siglo XV y principios del XVI hubo importantes persecuciones por las autoridades civiles en Venecia y Florencia. Así, de 1342 a 1402, hubo 13 ejecuciones en Venecia, y en Florencia, donde los castigos no eran tan severos, aunque incluían la castración y la muerte en la hoguera, se han contado 2500 condenas por sodomía de 1432 a 1502 realizadas por los Ufficiali di Notte (de 1478 a 1502 hubo 4062 acusaciones, se calcula que unos 12.500 hombres en total).
Fuera del ámbito de la iglesia católica, en los países con iglesias reformadas se crearon sus propias instituciones inquisitoriales y legislaciones represivas. Por ejemplo, en Inglaterra se adoptó la Buggery act (1533) durante el reinado de Enrique VIII, la primera ley gubernamental en este país contra la sodomía ya que hasta entonces la persecución de homosexuales y la ejecución de sus penas había sido llevada a cabo por los tribunales eclesiásticos. Esta ley definía como delito cualquier práctica sexual «antinatural contra la voluntad de Dios y el hombre». Posteriormente fue reformada por los tribunales para que solo incluyera el sexo anal y el bestialismo.
Esta ley fue muy influyente posteriormente porque se extendió por todas las colonias británicas, y fue la base de legislaciones que han permanecido vigentes hasta el siglo XXI en países de América, África y Asia.

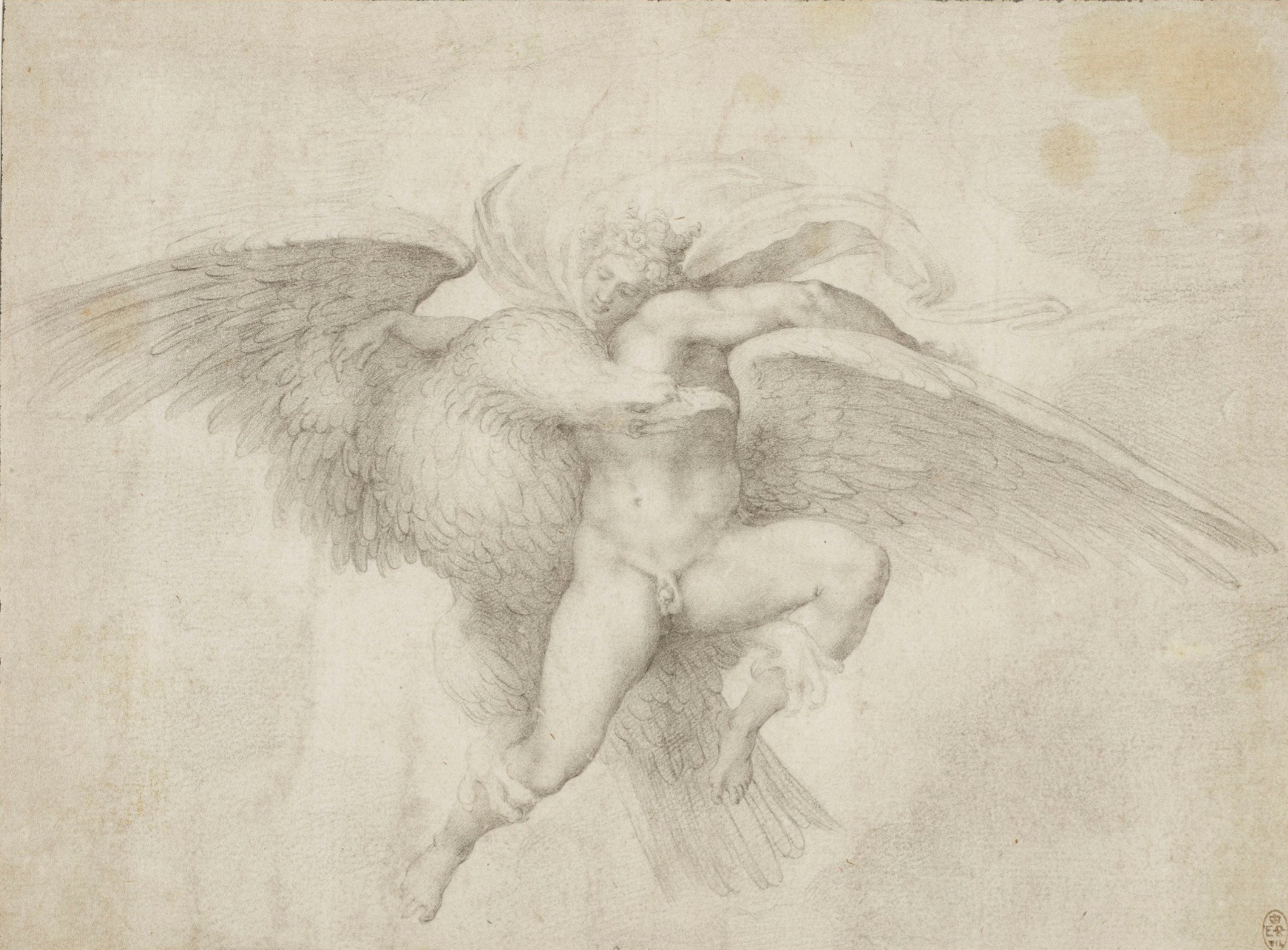
El rapto de Ganímedes de Miguel Ángel, dedicado a su amado Tommaso Cavalieri.

En 1532, Carlos V de Alemania, y I de España, creó una base legal que prohibía las mismas prácticas en su Constitutio Criminalis Carolina, que se mantuvo vigente en el Sacro Imperio Romano Germánico hasta finales del siglo XVIII. El artículo 116 dice:

Castigad así al impúdico, cuando actúe contra natura. En el caso de que una persona actúe de forma impúdica con un animal, un hombre con un hombre, una mujer con una mujer, entonces han perdido el derecho a la vida. Y se deberá, según la costumbre, llevarlos a la muerte con el fuego.

Entre los pocos personajes de la época que se pueden citar como homosexuales se encuentran los artistas Miguel Ángel y Leonardo da Vinci. Este último tuvo que sufrir un proceso judicial y encarcelamiento acusado de sodomía en su juventud, del que resultó finalmente absuelto.

#### Código napoleónico y activismo incipiente
La Revolución francesa abolió en 1791 todos aquellos delitos que se definieron como imaginarios como la brujería, la herejía y la sodomía, basándose en los principios filosóficos de la Ilustración y la separación entre iglesia y estado.
El código penal francés de Napoleón conservó tal despenalización, al considerar solamente delitos las conductas que perjudicaran a un tercero.
Sin embargo, se introdujeron otros delitos como el de «ofensa a la decencia pública» que posteriormente se usarían para perseguir discretamente la homosexualidad. Las conquistas de Napoleón y la influencia cultural francesa extendieron esta forma de legislación por Europa y América.
Este hecho tuvo consecuencias a largo plazo, creando en Europa un área compuesta por países, casi todos católicos, que inspiraron su legislación en el código napoleónico en los cuales la homosexualidad entre adultos que consintieran ya no era un delito, entre ellos además de Francia estaban España, Bélgica, Luxemburgo, Países Bajos, Portugal, Baviera y varios territorios de la futura Italia. En España se omitió la condena de la sodomía en el código penal de 1822 y se abolió definitivamente la inquisición en 1834. Junto a esta zona había otra de países compuestos en su mayoría por países protestantes en la cual la homosexualidad masculina seguía siendo un delito. Esta situación creó la base para que hubiera cierto turismo homosexual de personas adineradas que iban del norte de Europa hacia los países del sur en busca de amantes y libertad.

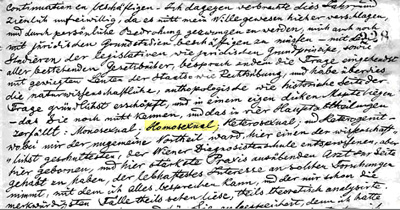
Carta de Károly Mária Kertbeny con la palabra «homosexual» escrita por primera vez en la historia (1868). Biblioteca Nacional Húngara.

Esta disparidad en el tratamiento legal de la homosexualidad constituyó el primer estímulo para que algunos homosexuales que vivían entonces en países que penalizaban la homosexualidad emprendieran campañas para que se aboliesen las leyes de sodomía, reivindicaran que su modo de vida no era contra natura y tampoco una forma de moral corrupta, presionando a los políticos para que cambiaran la legislación. Empezaron a aparecer algunas obras que reflejan la homosexualidad en la historia de la antigua Grecia como Eros: el amor entre hombres de los griegos de Heinrich Hoessli (1784-1864), uno de los primeros activistas.
Entre estos primeros activistas en favor de la homosexualidad destacaron Karl Heinrich Ulrichs (1825-1895),
Károly Mária Kertbeny (1824-1882) y Edward Carpenter (1844-1929). Los médicos y los científicos comenzaron a estudiar la homosexualidad, alejando el tema de la esfera moral. Al final este activismo sería el germen de la creación del movimiento LGBT, especialmente en los países donde la homosexualidad seguía siendo delito.
Un ejemplo de la represión aún existente en la mayoría de países fue el famoso proceso acusando de «indecencia grave con otros hombres» al escritor, y miembro de la orden de Queronea, Oscar Wilde, que resultó condenado en 1895 a dos años de trabajos forzados, lo que arruinaría su reputación y le obligó a exiliarse del Reino Unido a Francia.

#### Imperio Británico
El Imperio británico llegó a abarcar una población de cerca de 458 millones de personas y unos 35.000.000 km², lo que significaba aproximadamente una cuarta parte de la población mundial y una quinta parte de las tierras emergidas. La Corona británica estableció en sus territorio la penalización de las relaciones homosexuales consensuales. Luego de la descolonización, 47 de los 70 países que consideran ilegal la homosexualidad fueron parte del Imperio Británico, y en todos los casos dichas leyes fueron introducidas por los británicos.

#### Movimiento de liberación en Alemania, 1890-1934
A pesar de que en Alemania existía legislación que penaba la homosexualidad, el artículo 175 del código penal, durante la república de Weimar la presión policial era baja en algunas grandes ciudades. Berlín era considerada una ciudad liberal, con muchos locales y clubes nocturnos gais. Había cabarets donde los turistas y los locales tanto heterosexuales como homosexuales disfrutaban de actuaciones de transformistas.
Durante el II Imperio Alemán empezó a formarse el movimiento de reivindicación de los derechos de los homosexuales, que se convertiría en el más activo del mundo, durante la República de Weimar. En 1897 se creó en Berlín el Comité científico humanitario (Wissenschaftlich-humanitäres Komitee, WhK) para luchar por la despenalización de la homosexualidad y su reconocimiento social, así como el de los transexuales, convirtiéndose así en la primera organización pública de defensa de derechos gais del mundo.
Uno de los cofundadores del comité, el doctor judío Magnus Hirschfeld, también cofundó y dirigió el Institut für Sexualwissenschaft (Instituto para la investigación sexual). Una institución privada para la investigación sexológica. Poseía una biblioteca de investigación y un gran archivo, además de publicar la revista científica Jahrbuch für sexuelle Zwischenstufen (Anuario para los estados sexuales intermedios). Tenía además una consulta de asesoramiento sexual y matrimonial. También destacó por ser pionero en promover congresos internacionales de estudio la sexualidad, organizando la Liga mundial para la reforma sexual y difundir lo que llamaron «reforma sexual», reclamando derechos civiles y la aceptación social de los homosexuales y transexuales.
En 1903 se crea otra organización gay la Gemeinschaft der Eigenen (Comunidad de los propios), fundada por Adolf Brand junto con Benedict Friedlaender y Wilhelm Jansen, cuyo ideal era el amor homosexual entre hombres viriles y la pederastia según el modelo griego.
Sus miembros se encontraban intelectualmente cerca de las ideas de Gustav Wyneken sobre el Eros pedagógico y defendían la masculinidad de los hombres gais.
Rechazaban de forma frontal las teorías médicas de la época sobre la homosexualidad, como la teoría de los estadios sexuales intermedios de Magnus Hirschfeld y el Comité científico-humanitario, al considerar que propagaban el estereotipo de homosexual afeminado; por lo que entraron frecuentemente en polémica, aunque también colaboraron brevemente con ellos en la década de los años 1920 para luchar contra el artículo 175. La Gemeinschaft der Eigenen además de la lucha política organizaba todo tipo de actividades culturales y al aire libre para gais, y publicaron Der Eigene (El propio) la primera revista homosexual regular del mundo (1896).

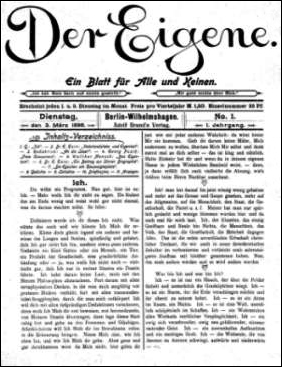
Primera edición de Der Eigene, 1896

Surgieron más organizaciones disidentes con la organización de Hirschfeld. Hans Kahnert, fundó en los años 1920 la Asociación de la Amistad Alemana destinada a formar lazos de camaradería entre los homosexuales alemanes. Se abrió un centro en Berlín con reuniones semanales y publicaban un boletín también semanal llamado Die Freundschaft (La amistad).
En 1921 la asociación lanzó un llamamiento a la acción para que los homosexuales alemanes participasen en la reforma legal:

Homosexuales, conocéis las razones que motivan a vuestros oponentes. También sabéis que vuestros líderes y vuestros abogados han trabajado duro e incansablemente durante décadas para eliminar los prejuicios, difundir la verdad, reivindicar vuestros derechos; y esos esfuerzos no han sido del todo en vano. Pero la conclusión final es que vosotros mismos debéis reivindicar vuestros derechos. En última instancia, la justicia sólo será el fruto de vuestro esfuerzo. La liberación de los homosexuales sólo puede lograrse gracias al esfuerzo de los propios homosexuales.

En el ámbito cultural también se reflejó este clima reivindicativo. La libertad de prensa que hubo durante la República de Weimar facilitó que surgieran gran número de publicaciones sobre la homosexualidad. Durante el Período de entreguerras se publicaron treinta diarios, revistas y boletines diferentes dirigidos a homosexuales.
Antes de Der Eigene (1896), Karl Heinrich Ulrichs había publicado ya en 1870 la revista Urnings, de la que solo se editó un número.
Aparecieron novelas y libros de todo tipo.
En 1919 se realizó la primera de varias películas de temática homosexual, Anders als die Andern (Diferente a los demás), interpretada por Conrad Veidt, que narra la historia de un homosexual víctima de chantaje, que desesperado pide ayuda a un médico famoso (interpretado por el mismísimo Magnus Hirschfeld) y termina suicidándose por la presión social.
El tema se inspiraba en los frecuentes chantajes que los homosexuales sufrían en la vida real debido a la legislación que los penalizaba. Y en 1921 se fundó el grupo de teatro homosexual Theater des Eros. Incluso en 1920 se compuso el primer himno homosexual, Das lila Lied (La canción violeta).
El Comité Científico Humanitario, liderado por Hirschfeld, consiguió reunir unas 5000 firmas de notables ciudadanos pidiendo la eliminación del artículo 175 y llevó la petición al Reichstag en 1898, pero no fue admitida al ser solo apoyada por la minoría del Partido Socialdemócrata.
En 1929 Hirschfeld consiguió convencer a un comité parlamentario para que sometiera de nuevo al Reichstag un proyecto de ley para eliminar el artículo 175. Todos los delegados de los partidos políticos alemanes, incluido el Partido Comunista de Alemania, con excepción del partido nazi, votaron a favor de la retirada del artículo 175 en la votación del comité. Por lo que el parlamento estaba virtualmente a punto de reformar el código, cuando el hundimiento de la bolsa de Nueva York, la crisis financiera que originó y las condiciones de anexión de Austria dieron al traste con el nuevo proyecto de ley.
En 1930 se produjo la primera reasignación de sexo de la historia. El pintor danés Einar Mogens Wegener (1882-1931) se sometió a cinco operaciones en Alemania, bajo la supervisión de Magnus Hirschfeld, tras las cuales tomó el nombre de Lili Elbe.

#### Persecución nazi y fascista
Todos los avances producidos durante la república de Weimar se vinieron abajo con la llegada del Adolf Hitler y el partido nazi al poder. Durante la época nazi, se consideró a la homosexualidad un rasgo de inferioridad y un defecto genético que impedía la perpetuación de la raza aria, por lo que se endureció la aplicación del artículo 175 del código penal alemán, que decía:

Un acto sexual antinatural cometido entre personas de sexo masculino o de humanos con animales es punible con prisión. También se puede disponer la pérdida de sus derechos civiles.

Los alemanes considerados homosexuales fueron arrestados, encarcelados o internados en campos de concentración, al igual que los homosexuales de los territorios ocupados, donde muchos fueron asesinados. De acuerdo al historiador alemán Klaus Müller, se calcula que aproximadamente 100 000 hombres fueron arrestados entre 1933 y 1945.
Aproximadamente la mitad fueron encarcelados; de ellos, entre 15 000 y 10 000 fueron enviados a campos de concentración, de los cuales solo sobrevivieron unos 4000 al finalizar la guerra. Un porcentaje muy alto en comparación con otros colectivos debido a los maltratos que sufrieron.

El Triángulo rosa, símbolo impuesto por los nazis a los homosexuales en los campos de concentración

Los homosexuales dentro de los campos de concentración eran identificados con un triángulo invertido de color rosa. A aquellos homosexuales que además eran judíos se les obligaba a usar una estrella de David cuyo triángulo invertido era rosa. Este símbolo, en memoria del exterminio en los campos de concentración, es usado en la actualidad por asociaciones que luchan contra la discriminación por motivos de orientación sexual.
En general, se puede afirmar que el lesbianismo como tal no fue perseguido por el sistema, a pesar de que juristas aislados pedían un castigo y el movimiento lésbico y feminista fuera prohibido. Existen informes de casos individuales de lesbianas que fueron secuestradas y llevadas a prostíbulos en los campos de concentración, pero los hechos son tan vagos —y en algunos casos contradictorios— que se ha dudado de su autenticidad.
Naturalmente hubo lesbianas en los campos de concentración, pero condenadas por otros delitos.
Las dificultades específicas de las lesbianas durante la Guerra fueron debidas a la amenaza de persecución, que produjo una gran inseguridad legal y social, y sobre todo a la prohibición de realizar trabajos «de prestigio» a mujeres. Todas las mujeres quedaron en consecuencia relegadas a mano de obra barata, lo que en el caso de las lesbianas, sin ayuda del sueldo de un marido, fue especialmente duro para su supervivencia.
En Austria, donde la homosexualidad femenina era ilegal, el número de juicios y los castigos impartidos fueron poco importantes, ya que en la mayoría de los casos no se llegó ni siquiera a imponer la pena mínima prevista por la ley y a menudo se concedía la libertad condicional.
Después de la guerra, el citado artículo 175 siguió vigente en ambas Alemanias hasta finales de la década de 1960. De modo que los homosexuales que habían sobrevivido a los campos de concentración nazis podían ser arrestados nuevamente bajo la misma ley.
Incluso en 1998 cuando el parlamento alemán aprobó una ley para anular las sentencias injustas impuestas durante la administración de la justicia penal nazi, dos grupos fueron excluidos de la anulación integral: los desertores del ejército y los homosexuales.
De ese modo se les impedía a los supervivientes homosexuales los procedimientos destinados a limpiar su estigma legal y a percibir las compensaciones por las injusticias sufridas, como sí ocurrió con el resto víctimas. No fue hasta el año 2002 cuando dicha ley se modificó, para incluir a los homosexuales.
A su vez los aliados fascistas de Alemania llevaron a cabo su propia persecución de homosexuales. En Italia la persecución de los gais comenzó en la década de 1940. Bajo la dictadura fascista de Benito Mussolini, algunos homosexuales fueron enviados a un exilio interno, a lugares como diminutas islas italianas.
En Francia, el régimen de Vichy también introdujo leyes en contra de los homosexuales.
Mientras en España el régimen franquista promulgó leyes para perseguir y encarcelar a los homosexuales. En principio modificó la ley de Ley de Vagos y Maleantes para que incluyera a los homosexuales y recluirlos en campos de trabajo y colonias agrícolas que eran auténticos campos de concentración, como el de Tefía en la isla de Fuerteventura.
Después en 1970, promulgaría la ley sobre peligrosidad y rehabilitación social que imponía penas de prisión o internamiento en correccionales psiquiátricos, que estuvo vigente hasta 1979 en el periodo de transición a la democracia.

#### Persecución en la URSS y otros países comunistas
Contemporáneamente a la persecución nazi tuvo lugar una persecución menos conocida, pero no menos devastadora, en la Unión Soviética. Paradójicamente la base que motivó la persecución era muy similar a la de los nazis, es decir, el concepto pseudobiológico de «degeneración». Consideraban que la homosexualidad era una tara, ligada a la decadencia moral y física de la corrupta burguesía. La homosexualidad no solo era una actividad contra la naturaleza sino también contra la sociedad socialista y, como tal, tenía que ser erradicada de todo el territorio soviético. Por lo que se introdujo en 1934 el artículo 121 en el código penal de la URSS, que decía:

1.- La relación sexual de un hombre con otro hombre (sodomía) se penalizará con la privación de libertad por un periodo de hasta 5 años.
2.- Sodomía agravantes. Si se aplicara violencia física, amenazas, se practicara con un menor o abusara de la superioridad con alguien dependiente se penará con privación de libertad de hasta 8 años.

Cientos de millares de personas fueron internados en gulags por homosexualidad, de donde muchos nunca regresaron debido a la brutalidad a la que fueron sometidos.
Legislaciones similares se implantaron en todos los países de la órbita soviética y China. Además la homosexualidad fue usada frecuentemente como arma en las luchas políticas de la URSS para acusar a los adversarios políticos y urdir planes contra ellos.

### Movimiento homófilo
El «movimiento homófilo» fue el movimiento homosexual que surgió tras la Segunda Guerra Mundial, aproximadamente entre 1945 y finales de la década de 1960.
El nombre «homófilo», del griego φιλία (filia, amor), fue adoptado por estos grupos como alternativa a la palabra homosexual, para enfatizar el amor en lugar del sexo, y alejarse de la imagen negativa y estereotipada del homosexual sexualmente promiscuo. La palabra fue creada por Karl-Günther Heimsoth en su tesis doctoral de 1924, Hétero y homófilia.
Pretendían conseguir la aceptación de los homosexuales y convertirse en miembros respetables de la sociedad a través de dos medios: el conocimiento científico de la homosexualidad y tratar de convencer a la sociedad de que, a pesar de las diferencias que se reducían al ámbito privado, los homosexuales eran normales y de fiar.
Se considera a estos grupos políticamente moderados y cautelosos en comparación con los movimientos LGBT tanto precedentes como con los que les sucedieron. Hubo alguna excepción más radical como el comunista norteamericano Harry Hay. Sin embargo, pocos estaban dispuestos a salir del armario, ya que se arriesgaban a ser encarcelados en la mayoría de los países occidentales y la homofobia imperaba en la opinión pública de la época.
En este periodo se formaron varias organizaciones homófilas en diversos países de Europa y América como la holandesa COC, las danesas Forbundet af 1948 y International Homosexual World Organisation; las norteamericanas Mattachine Society y Daughters of Bilitis; y las inglesas Homosexual Law Reform Society y Campaign for Homosexual Equality.
Una de las principales tareas que realizaron los grupos homófilos fue la de publicar revistas que difundieran los conocimientos científicos sobre homosexualidad y trataran el tema desde un punto de vista positivo, entre estas publicaciones destacaron Der Kreis, Arcadie y ONE, Inc.
El término homófilo cayó en desuso con el declive del movimiento y sus organizaciones al surgir el movimiento de liberación gay a partir de 1969.

### Era del sida
La era del sida empezó oficialmente el 5 de junio de 1981, cuando el Centro para la Prevención y Control de Enfermedades (de Estados Unidos) convocó una conferencia de prensa donde describió cinco casos de neumonía en Los Ángeles.
Al mes siguiente se registraron varios casos de sarcoma de Kaposi. Pese a que los médicos conocían tanto la neumonía por Pneumocystis carinii como el sarcoma de Kaposi, la aparición conjunta de ambos en varios pacientes les llamó la atención. La mayoría de estos pacientes eran hombres homosexuales sexualmente activos.
Debido a la aparición de unas manchas de color rosáceo en el cuerpo de los infectados, la prensa comenzó a llamar al sida «peste rosa», apuntando además a los homosexuales, aunque pronto se hizo notar que también la padecían otros colectivos como los inmigrantes haitianos en Estados Unidos, los usuarios de drogas inyectables, los receptores de transfusiones sanguíneas y las mujeres heterosexuales.

El lazo rojo, símbolo internacional de la lucha contra el sida

Hasta 1984 se desconocía la causa y se sostuvieron diversas teorías sobre la posible causa del sida. La teoría con más apoyo fue que el sida era causado por un virus. La evidencia que apoyaba esta teoría era, básicamente, epidemiológica. En 1983 un grupo de nueve hombres gais con sida de Los Ángeles, que habían tenido parejas sexuales en común, incluyendo a otro hombre en Nueva York que mantuvo relaciones sexuales con tres de ellos, sirvieron como base para establecer un patrón de contagio típico de las enfermedades infecciosas. Esta hipótesis finalmente llevó a descubrir el VIH y se pudo empezar a investigar su tratamiento y origen.
La teoría más reconocida actualmente sobre el origen del sida, sostiene que el VIH proviene de un virus llamado «virus de inmunodeficiencia en simios» (VIS), equivalente al VIH y que causa síntomas similares al sida en otros primates. Habría pasado al ser humano debido al consumo de la carne de estos animales y empezado a extenderse en la población africana durante el siglo XIX.
En un principio la comunidad gay fue culpada de la aparición y posterior expansión del sida en Occidente. Incluso algunos grupos religiosos llegaron a afirmar que el sida era un castigo de Dios a los homosexuales (esta creencia aún es popular entre ciertas minorías de creyentes cristianos y musulmanes). Otros acusaron al estilo de vida «depravado» de los homosexuales como responsable de la enfermedad. Todo ello aunque posteriormente se supo que en su origen en África la difusión se había producido principalmente por vía heterosexual. En todo caso, la relativamente rápida expansión de la enfermedad en las comunidades homosexuales, unido a que la mayoría de los primeros enfermos conocidos en las sociedades occidentales eran homosexuales, avivó dichas creencias. En dicha difusión acelerada tuvo un factor de importancia el hecho de que el uso del condón era poco habitual entre los homosexuales, por considerarse únicamente un método anticonceptivo.
Los prejuicios descritos supusieron un paso atrás en la aceptación del hecho homosexual. Todas las víctimas de la enfermedad en los primeros momentos sufrieron una estigmatización, que fue doble en el caso de los homosexuales. Y los colectivos de víctimas tuvieron que realizar esfuerzos y colaborar con la comunidad médica en campañas para dar a conocer las verdaderas causas y formas de transmisión de la enfermedad, con objeto de desterrar el pánico y acabar así con la discriminación.
Por otro lado, la epidemia causó un gran impacto en la comunidad gay, ya que gran parte de una generación se vio afectada y los supervivientes tuvieron que ver cómo compañeros y amigos fallecían antes de la aparición de los tratamientos antirretrovirales. Supuso asimismo un cambio en las costumbres sexuales de la mayoría; cuando se conocieron las vías de contagio se tuvieron que incorporar medidas de protección, generalizándose el uso del condón.

### OMS: No es una enfermedad
Con la aparición del psicoanálisis en la década de 1890 se produjo un cambio en la percepción de la homosexualidad de una parte de las sociedades occidentales, dejaron de ver a los homosexuales como viciosos, pecadores o delincuentes para pasar a ser enfermos mentales. Lo que lejos de ser un avance supuso un empeoramiento, ya que no solo había que lidiar con los fanáticos religiosos y los políticos represores, sino también con los psiquiatras y las más diversas teorías sobre la materia. Los homosexuales, incluso en los lugares donde no era delito, corrían el riesgo de que se les intentara «curar». Muchos homosexuales de todo el mundo fueron internados voluntariamente o a la fuerza en psiquiátricos y sometidos a lesivas terapias de reorientación sexual, durante la mayor parte del siglo XX.
El 17 de mayo de 1990 se produjo uno de los hitos de la historia LGBT, la O.M.S retiró la homosexualidad de la clasificación estadística internacional de enfermedades y otros problemas de salud.
Esta exclusión de la lista de enfermedades mentales fue seguida por el resto de las organizaciones médicas del mundo: el Reino Unido hizo lo propio en 1994, seguido por el Ministerio de Salud de la Federación Rusa en 1999 y la Sociedad China de Psiquiatría en 2001.
Esta decisión tuvo un precedente en 1973 cuando la Asociación Estadounidense de Psiquiatría (APA) modificó el estatus anterior de la homosexualidad, votando de manera unánime sacar la homosexualidad de la sección «desviaciones sexuales» de la segunda edición del Manual diagnóstico y estadístico de los trastornos mentales (el DSM-II).
Esta decisión se confirmó oficialmente por mayoría simple (58%) de los miembros generales de la APA en 1974, que decidieron sustituir ese diagnóstico por la categoría más suave de «perturbaciones en la orientación sexual», que se sustituiría en la tercera edición (el DSM-III), por el término homosexualidad egodistónica, que terminó eliminándola de la lista en la revisión de la misma edición (DSM-III-R) en 1986. La APA ahora solo considera los trastornos de aceptación de la orientación sexual propia como uno de los «trastornos sexuales no especificados».
Desde entonces los homosexuales ya no pueden ser discriminados por considerarlos enfermos o trastornados, ni tienen que sufrir las peligrosas terapias de reorientación sexual, aunque los detractores de la homosexualidad sigan considerando que se retiró de la lista no por criterios científicos sino por las presiones políticas de las organizaciones homosexuales.

### Derechos civiles y matrimonio
El movimiento LGBT lleva luchando y trabajando para conseguir la equiparación de derechos desde el final del siglo XIX. Y la Declaración Universal de los Derechos Humanos recogió esta reivindicación:

Todos los seres humanos nacen libres e iguales en dignidad y derechos y, dotados como están de razón y conciencia, deben comportarse fraternalmente los unos con los otros.

Toda persona tiene los derechos y libertades proclamados en esta Declaración, sin distinción alguna de raza, color, sexo, idioma, religión, opinión política o de cualquier otra índole, origen nacional o social, posición económica, nacimiento o cualquier otra condición.
Artículos 1 y 2 de la Declaración Universal de los Derechos Humanos

Una vez que en Europa y casi toda América se consiguió la despenalización de la homosexualidad (no sin dificultades; en países como EE. UU. tuvo que ser el Tribunal Supremo el que derogara las leyes de sodomía que persistían en 2003), la siguiente reivindicación a los finales del siglo XX y el comienzo del siglo XXI, además de luchar por la despenalización de la sodomía en el resto del mundo, ha sido conseguir el reconocimiento de las uniones civiles y el matrimonio entre personas del mismo sexo. Se equipararían así los derechos de las parejas homosexuales a los del las heterosexuales en materias como herencia, acceso a coberturas sociales de la pareja o beneficios fiscales.
El primer estado del mundo en legalizar los matrimonios homosexuales fueron los Países Bajos en 2001, produciéndose el primer matrimonio en el ayuntamiento de Ámsterdam el 1 de abril de ese mismo año.
Siguieron a Holanda en reconocer los matrimonios homosexuales Bélgica (2003), España y Canadá (2005), Sudáfrica (2006), Noruega y Suecia (2009), Portugal, Islandia, Argentina (2010), Dinamarca (2012) y Uruguay y Francia (2013); además de 6 estados de los Estados Unidos y México, D. F.
En los Estados Unidos continúa la lucha judicial y política. Los primeros matrimonios del país fueron de resoluciones judiciales que, tras largos procesos judiciales, acabaron con la derogación de la discriminación en dichos estados. Mientras en estados como Vermont y Nueva Jersey se ha aprobado una forma de unión civil con derechos similares al matrimonio (aunque con restricciones). El matrimonio entre personas del mismo sexo es reconocido en el Distrito de Columbia y por 32 estados: Alaska, Arizona, California, Carolina del Norte, Colorado, Connecticut, Delaware, Hawái, Idaho, Illinois, Indiana, Iowa, Maine, Maryland, Massachusetts, Minnesota, Nevada, Nuevo Hampshire, Nueva Jersey, Nueva York, Nuevo México, Oklahoma, Oregón, Pensilvania, Rhode Island, Utah, Virginia, Virginia Occidental, Vermont, Washington, Wisconsin y Wyoming. Además está reconocido en tres jurisdicciones tribales: en las tribus Coquille, Suquamish, y Odawarespectivamente.
El debate sigue abierto en gran parte del mundo. Mientras algunos países están legalizando uniones civiles de homosexuales con idénticas características a las heterosexuales (algunas de ellas diferenciándose únicamente en el nombre dado a la unión, para no llamarla matrimonio), otros están aprobando fórmulas intermedias que reconocen algunos derechos pero restringen otros. Algunos activistas y abogados de derechos civiles consideran que estas restricciones son un ejemplo de la tiranía de la mayoría.